# تیم ملی فوتبال زیر ۲۰ سال تونس
تیم ملی فوتبال زیر ۲۰ سال تونس (عربی: منتخب تونس تحت 20 سنة لكرة القدم) یا تیم ملی فوتبال جوانان تونس نماینده کشور تونس در مسابقات فوتبال زیر ۲۰ سال در آفریقا و جهان است.

## جام جهانی فوتبال زیر ۲۰ سال
- ۱۹۷۷ : ۱۴
- ۱۹۸۵ : ۱۶